# ハーゲン弦楽四重奏団
ハーゲン弦楽四重奏団（ハーゲンげんがくしじゅうそうだん、Hagen Quartett）は、モーツァルテウム管弦楽団の首席ヴィオラ奏者オスカー・ハーゲンを父に持つ4人の兄弟（ルーカス・ハーゲン、アンゲリカ・ハーゲン、ヴェロニカ・ハーゲン、クレメンス・ハーゲン）によってオーストリア・ザルツブルクで結成された弦楽四重奏団である。当地では早くからその実力を認められていたが、4人兄弟の若い方がより才能があるということはよく言われていた。事実、ハーゲン弦楽四重奏団としてプロ活動をはじめる時には、長女で第2ヴァイオリンのアンゲリカ・ハーゲンはキャリアを断念した。
ロッケンハウスでは、1981年に審査員賞と観客賞を受賞し、その翌年ポーツマス弦楽四重奏コンクールで優勝。ドイツ・グラモフォンから数々のアルバムを発表している。
第2ヴァイオリンはアンゲリカから、アネッテ・ビク（Annette Bik）、そして現在のライナー・シュミットに交替したが、彼らはみなザルツブルク・モーツァルテウム音楽大学でヘルムート・ツェトマイヤー教授の元で学んでいる。84年にはザルツブルク音楽祭にデビューした。4人は現在モーツァルテウム音楽大学の教授でもある。
2011年、結成30周年を機にドイツ・グラモフォンを離れ、ドイツのmyrios classics レーベルに移籍。

## メンバー
- ルーカス・ハーゲン（第1ヴァイオリン）Lukas Hagen
- ライナー・シュミット（第2ヴァイオリン, 1987年秋から）Rainer Schmidt
- ヴェロニカ・ハーゲン（ヴィオラ）Veronika Hagen
- クレメンス・ハーゲン（チェロ）Clemens Hagen